# Live My Life
Live My Life ist ein Lied der US-amerikanischen Hip-Hop-Band Far East Movement aus dem Jahr 2012, in Zusammenarbeit mit dem kanadischen Sänger Justin Bieber.

## Entstehung und Veröffentlichung
Geschrieben wurde das Lied gemeinsam von Justin Bieber, Jae Choung, Virman Coquia, Bilal Hajji, Nadir Khayat (RedOne), John Mamann, Kevin Nishimura, James Roh, Yohanne Simon, Jean Claude Sindres und Nathan Walker. RedOne zeichnete zudem auch für die Produktion verantwortlich.
Die Erstveröffentlichung von Live My Life erfolgte als Single am 28. Februar 2012 bei Interscope Records. Diese erschien als digitaler Einzeltrack zum Download. Am 16. April 2012 erschien eine 2-Track-CD-Single mit einem Remix von Redfoo als B-Seite (Katalognummer: 0602527999142). Am 18. Mai 2012 erschien das Lied als Teil von Dirty Bass (Katalognummer: 06025 3705034), dem vierten Studioalbum von Far East Movement.

## Hintergrund
Die Bandmitglieder von Far East Movement erzählten, sie seien begeistert, Bieber in ihrem Album zu haben („We’re thrilled to have Justin be a part of Dirty Bass“), und fügten hinzu, sie wollten sich auf „unerwartete Kollaborationen“ wie diese fokussieren. Gegenüber MTV News bedankten sie sich bei Bieber, „ein Teil unserer Welt zu sein“ („We got to thank him for being in our world for us“).

## Musikvideo
Das offizielle Musikvideo zum Lied wurde in Amsterdam gedreht. Justin Bieber selbst war beim Dreh aber nicht anwesend, weil er sich zu gestresst fühlte. Stattdessen hatte die Gruppe LMFAO einen Auftritt im Clip. Das Musikvideo wurde dann am 5. April 2012 erstmals auf YouTube veröffentlicht. Es hat eine Länge von vier Minuten und 43 Sekunden. Am 3. Dezember 2022 hatte das Video über 73 Millionen Aufrufe.
Das Video wurde im Party Rock Remix mit RedFoo von LMFAO gedreht.

## Rezeption
Einen Tag vor der Veröffentlichung wurde das Lied bei Digital Spy als einer der Titel der von Robert Copsey und Lewis Corner kreierten 10 tracks you need to hear-Playlist vorgestellt.
Jessica Dawson von Common Sense Media gab dem Lied eine mittlere Bewertung und meinte: „Maybe it’s the underground influence, or their fashion flair, but ‚Live My Life‘ is sure to be another hit for this foursome. In addition, including the ubiquitous JB was a smart call since he is sure to bring his legions of devoted young fans with him.“ Außerdem vergab sie drei von fünf möglichen Sternen.

## Kommerzieller Erfolg

### Chartplatzierungen
Live My Life avancierte zum Top-10-Erfolg in Norwegen (Rang 3), Kanada (Rang 4), Schweiz (Rang 6), dem Vereinigten Königreich (Rang 7) und Deutschland (Rang 8).
| ChartsChartplatzierungen       | Höchstplatzierung | Wochen |
| ------------------------------ | ----------------- | ------ |
| Deutschland (GfK)              | 8 (17 Wo.)        | 17     |
| Kanada (MC)                    | 4 (13 Wo.)        | 13     |
| Österreich (Ö3)                | 20 (14 Wo.)       | 14     |
| Schweiz (IFPI)                 | 6 (17 Wo.)        | 17     |
| Vereinigte Staaten (Billboard) | 21 (1 Wo.)        | 1      |
| Vereinigtes Königreich (OCC)   | 7 (6 Wo.)         | 6      |

| ChartsJahrescharts (2012) | Platzierung |
| ------------------------- | ----------- |
| Deutschland (GfK)         | 96          |

### Auszeichnungen für Musikverkäufe
Das Lied wurde im Jahr 2018 für über 150.000 verkaufte Einheiten mit einer Goldenen Schallplatte in Deutschland ausgezeichnet.
| Land/Region        | Auszeichnungen für Musikverkäufe (Land/Region, Auszeichnung, Verkäufe) | Verkäufe |
| ------------------ | ---------------------------------------------------------------------- | -------- |
| Australien (ARIA)  | Platin                                                                 | 70.000   |
| Deutschland (BVMI) | Gold                                                                   | 150.000  |
| Kanada (MC)        | Platin                                                                 | 80.000   |
| Neuseeland (RMNZ)  | Platin                                                                 | 15.000   |
| Insgesamt          | 1× Gold · 3× Platin ·                                                  | 315.000  |

Hauptartikel: Justin Bieber/Auszeichnungen für Musikverkäufe

### Auszeichnungen für Musikstreaming
| Land/Region     | Auszeichnungen für Musikverkäufe (Land/Region, Auszeichnung, Verkäufe) | Verkäufe  |
| --------------- | ---------------------------------------------------------------------- | --------- |
| Dänemark (IFPI) | Platin                                                                 | 1.800.000 |
| Insgesamt       | 1× Platin ·                                                            | 1.800.000 |

Hauptartikel: Justin Bieber/Auszeichnungen für Musikverkäufe